# (241529) Roccutri
(241529) Roccutri est un astéroïde de la ceinture principale.

## Description
(241529) Roccutri est un astéroïde de la ceinture principale. Il fut découvert le 10 février 2010 aux États-Unis par le programme WISE. Il présente une orbite caractérisée par un demi-grand axe de 3,16 UA, une excentricité de 0,21 et une inclinaison de 19,3° par rapport à l'écliptique.

## Compléments